# Павелчик, Джеймс Энтони
Джеймс «Джим» Э́нтони Паве́лчик (англ. James 'Jim' Anthony Pawelczyk; род. 1960) — астронавт США. Совершил один Космический полёт на шаттле: STS-90 (1998, «Колумбия»), учёный.

## Личные данные и образование
Джеймс Павелчик родился 20 сентября 1960 года в городе Буффало, штат Нью-Йорк. Своим родным считает город Элма, в том же штате, где в 1978 году окончил среднюю школу. В 1982 году получил две степени бакалавра наук в областях биология и психология в Рочестерском университете, штат Нью-Йорк. В 1985 году получил степень магистра в области физиология в Университете штата Пенсильвания. В 1989 году получил степень степень Ph. D. в области биологии (физиология) в Университете Северного Техаса. В 1992 году завершил образование в Юго-западном медицинском центре Техасского университета.
Женат на Рут A. Андерсон, у них двое детей: дочь Кэтлин (род. 22 января 1991 года) и сын Брэдли (род. 10 октября 1993 года). Его хобби: езда на велосипеде, плавание, резьба по дереву, филателия, и активный отдых. Его родители, Джозеф и Рита Павелчик, продолжают проживать в городе Элма.

## До НАСА
В 1989—1992 годах продолжил обучение в области сердечно-сосудистой нейрофизиологии в Юго-западном медицинском центре Техасского университета. В 1990 году работал в качестве научного сотрудника на кафедре анестезиологии при Ригс-госпитале, Копенгаген, Дания. В 1992—1995 годы — доцент медицины (кардиология), в Юго-западном медицинском центре Техасского университета. 1992—1995 годы — директор Лаборатории при больнице в Далласе. 1995 год — доцент кафедры биоинженерии в Юго-западном медицинском центре Техасского университета. С 1995 года — доцент кафедры Физиологии и кинезиологии в Университете штата Пенсильвания. Павелчик взял бессрочный отпуск в Университете штата Пенсильвания для тренировок, для полёта на STS-90 (Нейролэб.

## Подготовка к космическим полётам
4 апреля 1996 года стал кандидатом в специалисты по полезной нагрузке для полета по программе «Нейролэб» и в мае начал подготовку к полёту. 28 апреля 1997 года был назначен в основной экипаж специалистом по полезной нагрузке в полёт на шаттле STS-90.

## Полёты в космос
- Первый полёт — STS-90[3], шаттл «Колумбия». C 17 апреля по 3 мая 1998 года в качестве специалиста по полезной нагрузке. В грузовом отсеке шаттла, в модуле Спейслэб, проводились эксперименты по влиянию микрогравитации на нервную систему человека. Цели исследований — понимание механизмов, ответственных за неврологические и поведенческие изменения в невесомости. Основными задачами были проведение фундаментальных исследований в области нейронаук и расширение понимания того, как нервная система развивается и функционирует в космосе. Исследования проводились на крысах, мышах, сверчках, улитках, на двух видах рыб и на членах экипажа. В частности, эксперименты изучали адаптацию вестибулярного аппарата, «адаптационный синдром», адаптацию и возможные варианты контроля центральной нервной системы при отсутствии силы тяжести, а также влияния микрогравитации на поведение нервной системы. Миссия являлась совместным предприятием шести иностранных космических агентств и семи исследовательских Центров из США, 31 эксперимент по влиянию микрогравитации поставили учёные из девяти стран. Продолжительность полёта составила 15 дней 21 час 50 минут[4].

Общая продолжительность полётов в космос — 15 дней 21 час 50 минут.

## После полётов
Автор более 20 публикаций и трех глав в книгах (других авторов) по регуляции и физиологии сердечно-сосудистой деятельности.

## Награды и премии
Награждён: Медаль «За космический полёт» (1998) и многие другие.